# Zoltán Molnár
Zoltán Molnár (14. března 1953 – 2. listopadu 2018 Nitra) byl slovenský fotbalový záložník, trenér a činovník. Na začátku 3. tisíciletí byl krátce předsedou FC Nitra.

## Fotbalová kariéra
V československé lize hrál za Slavii Praha a Plastiku Nitra. V československé lize nastoupil ve 156 utkáních a dal 19 gólů. V nižších soutěžích hrál i za Slovan Duslo Šaľa. Za třetiligovou Šaľu nastoupil také ve středu 9. března 1977 v přátelském utkání s Dynamem Kyjev (mj. vítěz Poháru vítězů pohárů 1974/75), které domácí před zaplněným stadionem senzačně vyhráli 1:0, když autorem jediné branky byl Zoltán Molnár.
Pocházel z Rece a v dorosteneckém věku hrál za Slovan Bratislava. Závěr hráčské kariéry strávil v nižších rakouských soutěžích. Po skončení hráčské kariéry se stal trenérem. Na začátku 3. tisíciletí vedl také Nitru.

### Prvoligová bilance
| Ročník                                      | Zápasy | Góly | Klub            |
| ------------------------------------------- | ------ | ---- | --------------- |
| 1. československá fotbalová liga 1977/78    | 2      | 0    | SK Slavia Praha |
| 1. slovenská národní fotbalová liga 1978/79 | -      | -    | Plastika Nitra  |
| 1. československá fotbalová liga 1979/80    | 29     | 4    | Plastika Nitra  |
| 1. československá fotbalová liga 1980/81    | 29     | 4    | Plastika Nitra  |
| 1. československá fotbalová liga 1981/82    | 30     | 2    | Plastika Nitra  |
| 1. československá fotbalová liga 1982/83    | 16     | 3    | Plastika Nitra  |
| 1. československá fotbalová liga 1983/84    | 21     | 2    | Plastika Nitra  |
| 1. československá fotbalová liga 1986/87    | 29     | 4    | Plastika Nitra  |
| CELKEM 1. liga                              | 156    | 19   |                 |